# Нейроанатомія
Нейроанатомія — розділ нейронаук, що вивчає будову нервової системи тварин. Також «нейроанатомією» називають власне будову нервової системи. Нейроанатомія як наука лежить в основі нейрофізіології — науки про функцію нервової тканини, а також нейрохірургії — галузі хірургії, що стикається з лікуванням хвороб нервової системи за допомогою хірургічних методів.

## Історія
Анатомію нервової системи вивчали ще давньогрецькі натуралісти. Описи давньоримського лікаря та анатома Клавдія Галена використовували понад 1400 років, доки Андреас Везалій не зробив низку суттєвих уточнень. У 1664 році англійський анатом Томас Вілліс видав книгу «Анатомія мозку», а 1681 року — «Опис та використання нервів», якими заклав початки нейроанатомії. Знання про будову мозку хребетних активно розвивалися з середини XIX століття з введенням нових методів дослідження: мікроскопії та забарвлення фіксованої тканини. За допомогою цих методів була вивчена клітинна структура нервової тканини. Розроблений Камілло Гольджі метод забарвлення нервової тканини сріблом дозволив Сантьяго Рамон-і-Кахалю встановити наявність синапсів між нейронами. Все більш точні методи руйнування груп нейронів у лабораторних тварин привели до встановлення нервових центрів регуляції дихання та інших нервових функцій.
У другій половині XX століття за допомогою обробки зрізів мозку за допомогою специфічних антитіл проти характерних для нейронів білків було побудовано атласи мозку миші, щура, людини та інших тварин. Спеціальний прилад стереотакс дозволяє проводити дуже точні операції на мозку тварин. Це дозволило ще детальніше дослідити функції окремих ядер мозку.
Наприкінці XX століття розвинулися методи прижиттєвого забарвлення нервової тканини за допомогою флуоресцентних білків. Важливим модельним організмом стала рибка даніо, яка під дією певних речовин до деякого віку лишається повністю прозорою та доступною для вивчення нейронів та їхніх зв'язків in vivo.

## Конектоміка
Однією з задач нейроанатомії є задача побудови мапи зв'язків усіх нейронів певного відділу мозку чи навіть усієї нервової системи — конектому. Перші конектоми створені для Caenorhabditis elegans, нервова система якого містить визначену кількість нейронів. Надалі проводилося мапування конектому дрозофіли, риби даніо-реріо та інших організмів. 
На початку 2020-х років досягнуті успіхи у створенні моделі фрагментів мозку ссавців, зокрема миші. Основними методами створення конектому є електронна мікроскопія та візуалізація кальцієвих сигналів окремих нейронів.